# Памятник княгине Ольге (Псков)
Памятник Княгине Ольге — работа скульптора Вячеслава Клыкова, открытие приурочено к дню празднования 1100-летия первого упоминания Пскова в летописи.

## Описание
Памятник установлен в Детском парке. Представляет собой бронзовую фигуру княгини с мальчиком — внуком князем Владимиром, держащим в руках икону с ликом Христа. В правой руке у Ольги крест — символ Православия; лик княгини увенчан нимбом.
Памятник стоит на цилиндрическом постаменте из белого камня с барельефами 12 псковских и российских святых: псковские князья Довмонт-Тимофей и Всеволод-Гавриил, князь Александр Невский, преподобные Никандр Псковский, Марфа Псковская и Васса Псково-Печерская, святитель Тихон (Патриарх Московский и всея России), Корнилий Псково-Печерский, митрополит Вениамин, Великая княгиня Елизавета Фёдоровна и блаженный Николай Салос.
Автор памятника — скульптор Вячеслав Клыков. Высота скульптуры и постамента по 4,20 метра.

## История
Памятник был открыт 23 июля 2003 года в дни празднования 1100-летия первого упоминания Пскова в летописи.
Днём ранее в городе был открыт другой памятник княгине Ольге — работы скульптора Зураба Церетели.